# Hołowczyce (rejon prużański)
Hołowczyce (biał. Галоўчыцы; ros. Головчицы) – wieś na Białorusi, w obwodzie brzeskim, w rejonie prużańskim, w sielsowiecie Zieleniewicze.
W dwudziestoleciu międzywojennym leżały w Polsce, w województwie białostockim, w powiecie wołkowyskim. 16 października 1933 utworzyła gromadę Hołowczyce w gminie Podorosk, obejmującą wsie Hołowczyce, Danejkowszczyza i Raczki. Po II wojnie światowej weszła w struktury ZSRR.